# 베니 (래퍼)
베니(1998년 5월 5일 ~)는 대한민국의 래퍼다. 2022년 싱글 《각성》으로 데뷔했다.

## 방송
- 드랍더비트 (2022) - Top10(8위)
- 쇼미더머니 11 (2022) - 1차 예선 탈락

## 음반
- Drop The Bit (드랍 더 비트) The 3rd round part 2 (2022)
- 각성 (2022)
- Chosen [feat.steepy] (2022)
- ERA album (2023)